# Pia Trulsen
Pia Trulsen (9 de abril de 1991) es una deportista noruega que compite en curling. Ganó una medalla de oro en el Campeonato Mundial de Curling Mixto de 2015.

## Palmarés internacional
| Campeonato Mundial Mixto | Campeonato Mundial Mixto | Campeonato Mundial Mixto | Campeonato Mundial Mixto |
| Año                      | Lugar                    | Medalla                  | Prueba                   |
| ------------------------ | ------------------------ | ------------------------ | ------------------------ |
| 2015                     | Berna (Suiza)            | Medalla de oro           | Mixto                    |